# Skåde

Skåde set mod øst 2010

Skåde är en förort belägen ca. 6 km söder om centrala Århus.